# Alcaine
Alcaine és un municipi aragonès de la província de Terol, a la comarca de les Conques Mineres. Hi ha unes 80 persones censades.
Durant tot l'any el poble rep visites per veure la Canyada de Marco i les pintures rupestres que hi ha al Parc Natural del riu Martín (UNESCO). Alcaine fa molt de temps que tenia mines, però en l'època franquista, i per falta d'energia, es va soterrar la mina de la familia Gil i es va fer un pantà per usar l'aigua per fer electricitat (hidroelèctrica).
Alcaine representa molt bé el que li està passant a l'Aragó: les seues comarques van perdent habitants que fan cap a Saragossa capital.
L'alcalde actual és Cipriano Gil Gil i les festes majors són en honor del patró del poble, Sant Agustí.

## Toponímia
El terme "Alcaine" es deriva de l'àrab 'irq 'ayn, 'lloc on neix un manantial'. Surt en un document del segle xiii com a Arcaine.